# In My Cabana
In My Cabana – singel polskiej piosenkarki Margaret, wydany 10 lutego 2018 roku nakładem wytwórni Extensive Music. Piosenkę napisali Anderz Wrethov, Linnea Deb, Arash Labaf i Robert Uhlmann, którzy wcześniej napisali dla artystki przebój „Cool Me Down”.
Kompozycja została zakwalifikowana do stawki konkursowej Melodifestivalen 2018. 10 lutego została premierowo zaprezentowana w drugim półfinale festiwalu. Awansowała do finału, w którym ostatecznie zajęła 7. miejsce.
Singel dotarł na pierwsze miejsce listy najczęściej pobieranych utworów z aplikacji iTunes w Szwecji.
Nagranie znalazło się na 3. miejscu listy AirPlay, najczęściej odtwarzanych utworów w polskich rozgłośniach radiowych i na 8. pozycji oficjalnej szwedzkiej liście sprzedaży.

## Lista utworów
Digital download
1. „In My Cabana” – 2:52

## Notowania

### Pozycje na listach sprzedaży
| Kraj    | Lista (2018)    | Najwyższa pozycja |
| ------- | --------------- | ----------------- |
| Szwecja | Singles Top 100 | 8                 |

### Pozycje na listach airplay
| Kraj   | Lista (2018)  | Najwyższa pozycja |
| ------ | ------------- | ----------------- |
| Polska | AirPlay – Top | 3                 |